# Závidkovický potok
Závidkovický potok je levostranný přítok Sázavy, do té se vlévá v blízkosti jezu ve Světlé nad Sázavou. Do Sázavy se vlévá na jejím 144,172 říčním kilometru. Délka jeho toku je 4,739 km.
Část toku je na "seznamu stanovených povrchových vod vhodných pro život a reprodukci původních druhů ryb a dalších vodních živočichů." Tento seznam je přílohou nařízení vlády č. 71/2003 Sb.

## Průběh toku
Pramení v lese jihovýchodně od Radostovic v nadmořské výšce 495 m n. m. Po asi 700 metrech podtéká pod silnicí III/34838 a směřuje k obci Závidkovice. Ještě před Závidkovicemi se do něj vlévají tři levostranné a dva pravostranné bezejmenné přítoky. Východně od Závidkovic napájí první rybník kaskády v zámeckém parku nad Světlou nad Sázavou Zlatokopy, dále napájí rybníky Vrbí, Světelský, Sázavan, Horní a Dolní parkový rybník. V parku ho ještě posiluje poslední pravostranný bezejmenný přítok, poté protéká pod silnicí II/150 a pod jezem ústí do Sázavy.